# 레자이스크군

포트카르파츠키에주 지도에 표시된 레자이스크군의 위치

레자이스크군(폴란드어: powiat leżajski)은 폴란드 포트카르파츠키에주에 위치한 군으로 군청 소재지는 레자이스크이며 면적은 583.01km2, 인구는 69,479명(2019년 기준), 인구 밀도는 120명/km2이다.
북동쪽으로는 루블린주 비우고라이군, 남쪽으로는 프셰보르스크군, 완추트군, 남서쪽으로는 제슈프군, 북서쪽으로는 니스코군과 접한다. 5개 지방 자치체(1개 도시, 1개 도시형 농촌, 3개 농촌)를 관할한다.

군기
군 문장